# Llannerch-y-medd
Llannerch-y-medd (a veces como Llanerch-y-medd o Llanerchymedd) es un pequeño pueblo en Anglesey, al norte de Gales, en SH415844. El código postal del Royal Mail es LL71.
El pueblo se localiza cerca del centro de Anglesey, cerca del gran pantano Llyn Alaw. Se cree que se fundó ya en la antigüedad. Llannerch significa "un claro en el bosque". La palabra medd en galés significa hidromiel, que está hecha de miel, y el nombre se puede relacionar con la producción de miel para hacer hidromiel. El antiguo Ferrocarril Central de Anglesey atraviesa el pueblo. La estación se cerró durante el Beeching Axe, y el depósito es ahora un aparcamiento de coches.
También se dice que María, la madre de Jesucristo, fue enterrada en este pueblo. No obstante, es muy poco probable que María, que vivió en Palestina, acabara sus días en Anglesey en las fronteras más externas del Imperio romano. Esta teoría es el tema del libro de Graham Phillips titulado "The Marian Conspiracy" ("La Conspiración Mariana"). La tumba tradicional de María se localiza cerca de Éfeso, en la actual Turquía. 